# Dialekty czakawskie

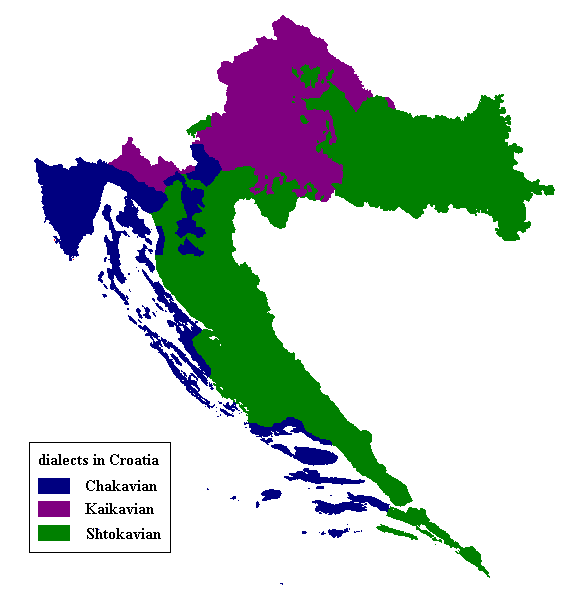
Dialekty języka serbsko-chorwackiego używane na terytorium Chorwacji. Obszar, na którym dominuje dialekt czakawski, oznaczono kolorem niebieskim

Narzecze czakawskie (serb.-chorw. čakavsko narječje, čakavština, čakavica), dialekty czakawskie lub dialekt czakawski – jeden z trzech głównych zespołów dialektalnych języka serbsko-chorwackiego, wyróżnianych na podstawie postaci zaimka pytajnego ‘co’. Nazwa dialektu pochodzi od formy tego zaimka – ča, ca, ce, -č (w dwu pozostałych dialektach, kajkawskim i sztokawskim – zaimek ten ma postać odpowiednio kaj i što).
Czakawszczyzna z powodu małej wzajemnej zrozumiałości ze sztokawszczyzną bywa uznawana za południowosłowiański język regionalny lub mikrojęzyk, dlatego od 2020 roku posiada swój własny kod ISO 639-3, którym jest ckm.

## Obszar użycia

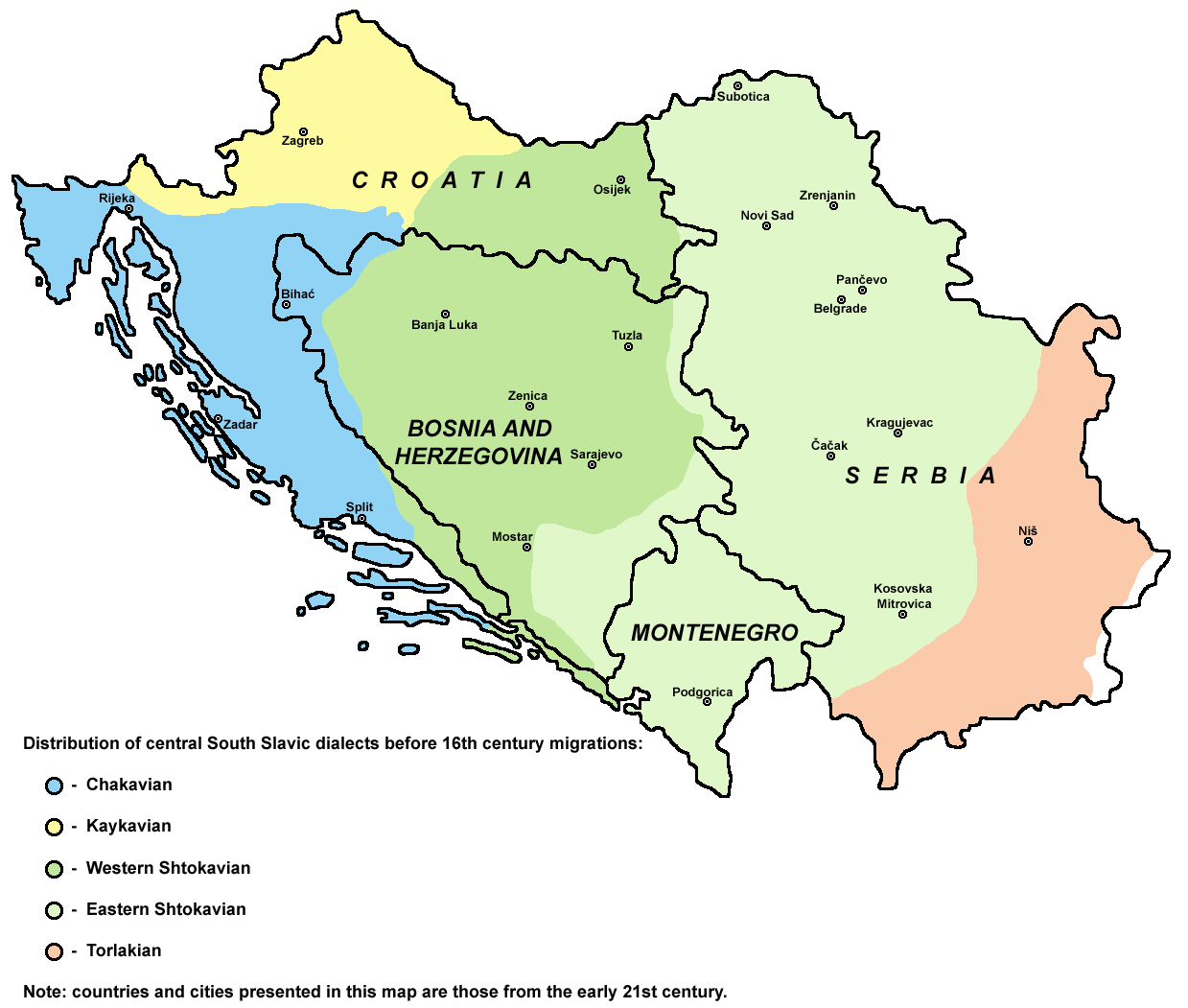
Obszary zajmowane przez dialekty serbsko-chorwackie w XV wieku, przed masowymi migracjami ludności

Dialekt czakawski jest używany przede wszystkim w zachodniej Chorwacji. Mówi się nim na Wyspach Kwarnerskich (Krk, Cres), dalmatyńskich (m.in. Brač, Hvar, Korčula), w środkowej i wschodniej części Istrii, a w Chorwacji lądowej w niewielkich wyspach na obszarach zasadniczo sztokawskich lub kajkawskich.
Oprócz tego liczne kolonie czakawskie istniejące od XVI wieku można spotkać w Austrii, Czechach, na Węgrzech i na Słowacji, w Burgenlandzie (serb-chorw. Gradišće) oraz w okolicy Bratysławy (w Przyczółku bratysławskim) i na Morawach nad rzeką Diją. Na gwarach czakawskich używanych w Burgenlandzie oparto tamtejszy mikrojęzyk burgenlandzko-chorwacki.
W przeszłości czakawszczyzna obejmowała znacznie większy obszar, jeszcze w XV wieku była ona używana w dorzeczu Kupy, na południe od tej rzeki, w środkowej Dalmacji, a także na znacznej części Bośni. Została ona wyparta z większości tych terenów w następstwie masowych przesiedleń ludności z południa na północny zachód, które były związane z ekspansją osmańską.
Gwary czakawskie są znane z archaicznej akcentuacji, która pełni istotną rolę przy badaniach nad akcentem prasłowiańskim.

## Cechy szczególne
Dialekty czakawskie stanowią część południowosłowiańskiego kontinuum dialektalnego. Do jego szczególnych cech fonetycznych, odróżniających go od dialektów kajkawskich, sztokawskich, a także słoweńskich należą:
- archaiczna toniczna akcentuacja, co do miejsca na ogół zgodna z językiem prasłowiańskim i językami wschodniosłowiańskimi[4], samogłoska może mieć akcent: długi opadający ȃ, krótki opadający ȁ lub długi wznoszący się, tzw. czakawski neoakut á[4] lub ã, a oprócz tego wszystkie samogłoski, także przedakcentowe (co różni czakawską akcentuację od sztokawskiej) mogą być długie[4]
- wspólna z obszarem słoweńskim i kajkawskim tendencja do dyftongizacji samogłosek długich, z tego powodu częste są przejścia, takie jak ā > å, uå, ao; ō > uo; uo; ē > ie, ie, przy czym zróżnicowanie geograficzne tej zmiany świadczy o tym, że jest to cecha nowsza[4],
- dawne jery podobnie jak na reszcie obszaru zachodnio-południowosłowiańskiego zlała się w jeden dźwięk, jednak w przypadku gwar czakawskich częstsza jest wokalizacja jerów słabych, np. kadi ‘gdzie’, malin ‘młyn’, maša ‘msza’[5],
- przejście psł. *ę po palatalnych j, č i ž w a, np. jazik lub zajik, počati, žaja < psł. *językъ, *počęti, *žęďa[6],
- rozwój psł. *tj w ť, np. kȕťa, svīťȁ[4], ten dźwięk odpowiada sztokawskiemu ć oraz kajkawskiemu i słoweńskiemu č[4],
- rozwój psł. *dj w j, jak na obszarze słoweńskim i kajkawskim, np. grája, túji, por. sztokawskie grȃđa, tùđi[4],
- rozwój psł. *stj, *šč w šť oraz *zdj, *ždž w žj, np. gȕšťerica, dvorȉšťe, mȍžjani, co wiąże czakawszczyznę z zachodnimi dialektami słoweńskimi[4],
- utrzymanie grupy čr-, co zbliża do dialektów kajkawskich i słoweńskich, a odróżnia od sztokawskich z charakterystycznym cr-, np. črīvȍ lub črîvo wobec sztokawskiego cr(ij)évo[7],
- regularny rozwój psł. *vъ-, *vь- w va- lub v-, np. v, va, vávik wobec sztokawskiego u, ȕv(ij)ēk[7],
- brak charakterystycznego dla sztokawszczyzny przejścia kończącego zgłoskę l w o. Zostaje ono bez zmian lub zanika, np. on je vȉdel lub čû wobec sztokawskiego on je vȉdio, čȕo[7],
- przejście wygłosowego -m w -n w końcówkach fleksyjnych, np. vȉdin ‘widzę’, grén ‘idę’, zȁ tobōn ‘za tobą’[7], charakterystyczne dla wielu dialektów słowiańskich wybrzeża adriatyckiego.
- utrzymanie χ w każdej pozycji[7],
- brak dźwięku ǯ (dž), zamiast niego ž, np. žep[8],
- uproszczenie č w pozycji przed zwartą do š, np. maška < mačka[8],
- depalatalizacja ľ i ń (lj i nj), np. judi, jubit, względnie nedila, žbul, ogan, mekine, žanen[8],
- na dużej części obszaru czakawskiego spotykane jest pomieszanie szeregów š, ž, č i s, z, c, przypominające znane z dialektów polskich mazurzenie, np. covȉk, zenȁ, muskî obok čovȉk, ženȁ, muškî[9].

Do charakterystycznych cech czakawskiej morfologii należą:
- brak innowacyjnej, charakterystycznej dla dialektów sztokawskich końcówki dop. l.mn. -ā[7],
- brak synkretyzmu celownika, narzędnika i miejscownika w liczbie mnogiej, zachowane są na ogół pierwotne końcówki deklinacji żeńskiej oraz męsko-nijakiej[10], np. (odpowiednio mian. l. poj. oraz mian., dop., cel., narz. i miejsc. l. mn.) ženȁ, ženȅ, žién, ženǻn, ženámi, ženȁχ; čȁs, čȁsi, čȃs, čȁson, čȁsi, čȁsīχ[7].
- zachowanie archaicznego trybu przypuszczającego bin vȉdel, biš vȉdel, bi vȉdel, bimo vȉdeli, bite vȉdeli, bi vȉdeli[11],

## Podział dialektów czakawskich

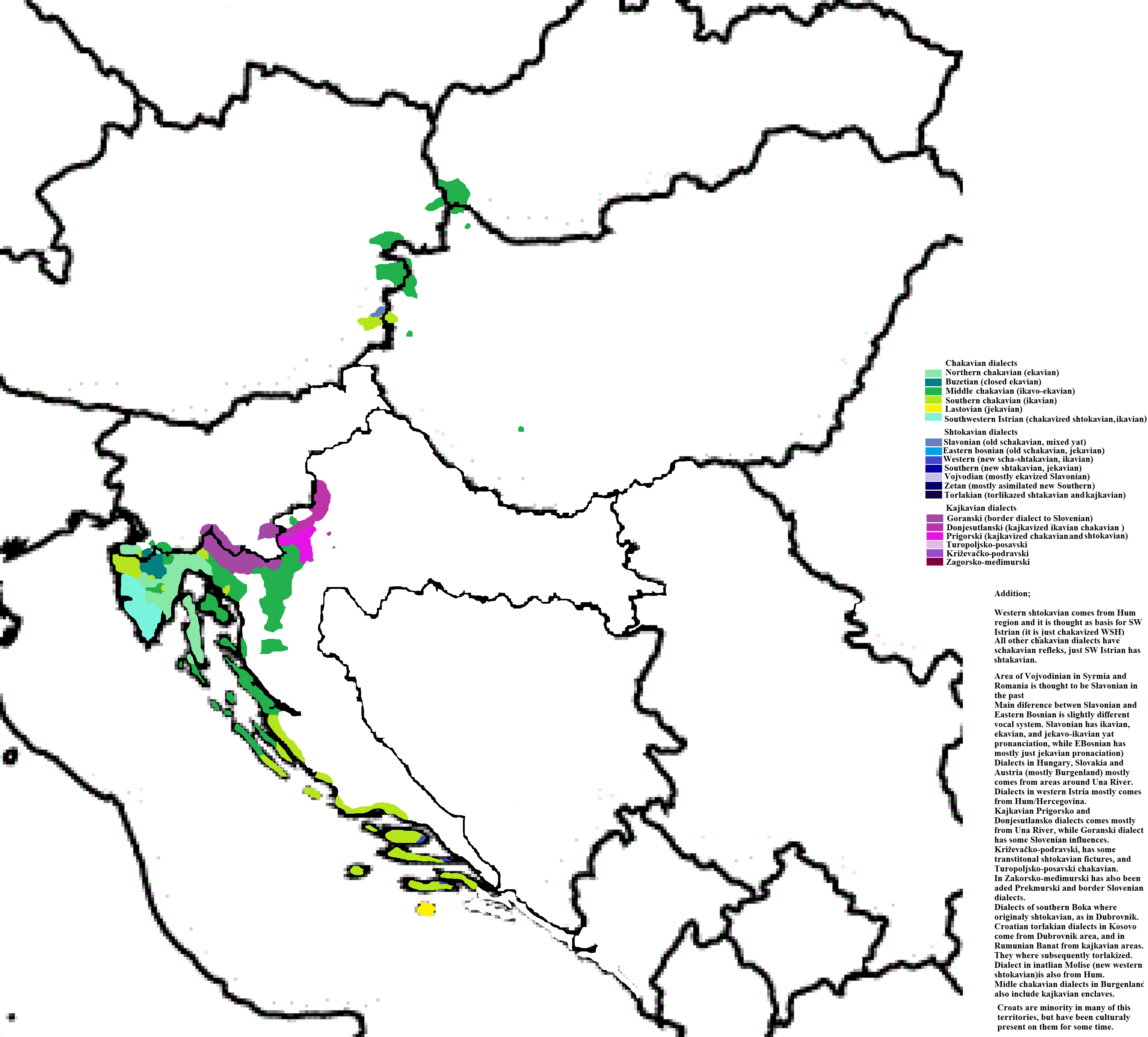
Zasięg gwar czakawskich i pokrewnych

Dialekty czakawskie są bardzo silnie zróżnicowane geograficznie. Jednym ze sposobów ich podziału jest podział na podstawie refleksu prasłowiańskiego dźwięku *ě (jać), którym może być e, i lub je i na tej podstawie wyróżniamy obszary odpowiednio ekawski, ikawski i jekawski.
Gwary ekawskie są zachowane przede wszystkim na północy i zachodzie – w północno-wschodniej Istrii i na wyspie Cres.
Gwary ikawskie są rozpowszechnione na wybrzeżu i na wyspach położonych bardziej na południe i wschód. Oprócz typowego refleksu i częste są ekawizmy, np. svīćȁ, vrîme, ale léto, susȅd.
Obszar jekawski jest reprezentowany tylko przez najbardziej wysuniętą na południe wyspę Lastovo: svjeća, pjena.

## Przykłady
Przykład gwary czakawskiej z Vrgady:

Jā znān, da je grũbā stvãr prokľẽstvō u devẽtō kolȉno. Bî san jedān
pūt u grādȕ kod nȁšega mȉšč́anina kanȍniga don Mikȍlē, pa san mu
među drȕgimīn besȉdamīn rȅkā, da san jā sȉgūrno prȍkľēt u devẽtō
kolȉno. A i jẽs. Nesrȉťa za nesrȉťōn, Bȍže mõj, tȅbi se priporuč́ĩvān!
A kanȍnig mȅni kāžē: "Sînko mōj, tô je strâšno i spomȉńati. Nemõj
nȉkad ni govorȉti od otômu!" Po tõj ńegȍvōj besȉdi san jā razumĩ, da
je zazbiľȁ strâšno ono prokľẽstvō.
Ovâ dvâ ditȅta Pĩjū vȍdu, a jā bi volĩ pȉti môre a ne vīnȍ, nȅgo reťi
ȉkōmu č́ovȉku: prȍkľēt bî u devẽtō kolȉno!